# Richard Florida
Richard Florida (Newark, Nova Jersey, 1957) és un expert nord-americà en geografia i creixement econòmic.
És professor de teoria econòmica i social al Martin Prosperity Institute del Rotman School of Management de la Universitat de Toronto.
És el creador de conceptes com:classe creativa, mega-regions i regions d'aprenentatge, que li han donat gran prestigi internacional.
És un dels oradors més reconeguts sobre tendències globals, economia i prosperitat.
Autor de "The Rise of the Creative Class" (2002) "Cities and the Creative Class" (2005) i "Who's Your City?" (2008)
Richard Florida ha identificat que la "classe creativa" a tot el món està composta per més de 150 milions de treballadors, professionals creatius en els camps de la ciència, les arts i el disseny.

## Investigació i teories
Les seves recerques tracten sobre el paper que juga la classe creativa en el creixement econòmic i en la vitalitat urbana i proposa que aquestes classes seleccionen la seva localització en funció de la tolerància -cap a formes de vida no estàndard- i l'atractiu cultural de les ciutats i no tant per l'oferta laboral existent.
Les teories del professor Florida sostenen que les àrees metropolitanes amb alta concentració de treballadors de tecnologia punta, artistes, escriptors, científics, músics, lesbianes i homosexuals, i un grup que ell descriu com " bohemis de punta", s'associen amb un nivell elevat de desenvolupament econòmic. Florida postula la teoria que la classe creativa fomenta un entorn personal i professional obert i dinàmic. Aquest entorn, al seu torn, atrau més gent creativa, així com a empreses i capital. Suggereix que atreure i retenir talents d'alta qualitat, enfront de centrar-se únicament en projectes d'infraestructures com ara estadis d'esports, edificis emblemàtics i centres comercials, seria un aprofitament de primer ordre dels recursos de regeneració d'una ciutat per tal de prosperar a llarg termini.
Ha dissenyat el seu propi sistema de classificació que valora les ciutats per mitjà d'un "Índex bohemi," un "Índex Gai," un "Índex de diversitat" i criteris similars.

## Crítiques i controvèrsies
Les teories de Richard Florida són causa tant d'elogis com de controvèrsies. Les seves idees han estat criticades des de diverses perspectives polítiques, i tant per acadèmics com per periodistes. Les seves teories han estat titllades d'elitistes, i les seves dades s'han arribat a posar en dubte.
El treball de Florida ha rebut crítiques per part d'investigadors, per la seva metodologia. Terry Nichols Clark (Universitat de Chicago) ha utilitzat les mateixes dades que Florida per qüestionar la correlació entre la presència d'un significatiu nombre de  homosexuals en una ciutat i la presència d'indústries del coneixement de tecnologia punta.
Altres crítics han indicat que les condicions que descriu ja no existeixen, i que les seves teories podrien ser més apropiades per a la política que per l'economia. Florida ha replicat directament algunes d'aquestes objeccions.
La teoria de la classe creativa però, ha tingut el mèrit d'obrir un debat important sobre el paper de les ciutats i de la planificació urbana des de la seva vessant econòmica.